# Automobile Club féminin de France
Pour les articles homonymes, voir Automobile Club.
L'Automobile Club féminin de France (ACFF) est un club automobile français, réservé aux femmes, fondé en 1926.

## Histoire
Créé en 1926 par la duchesse d'Uzès, l'Automobile Club féminin de France est l'équivalent féminin de l'Automobile Club de France (ACF). La duchesse d'Uzès crée en même temps la Revue officielle de l'Automobile Club féminin, qui est produite par le vicomte de Rohan-Chabot.

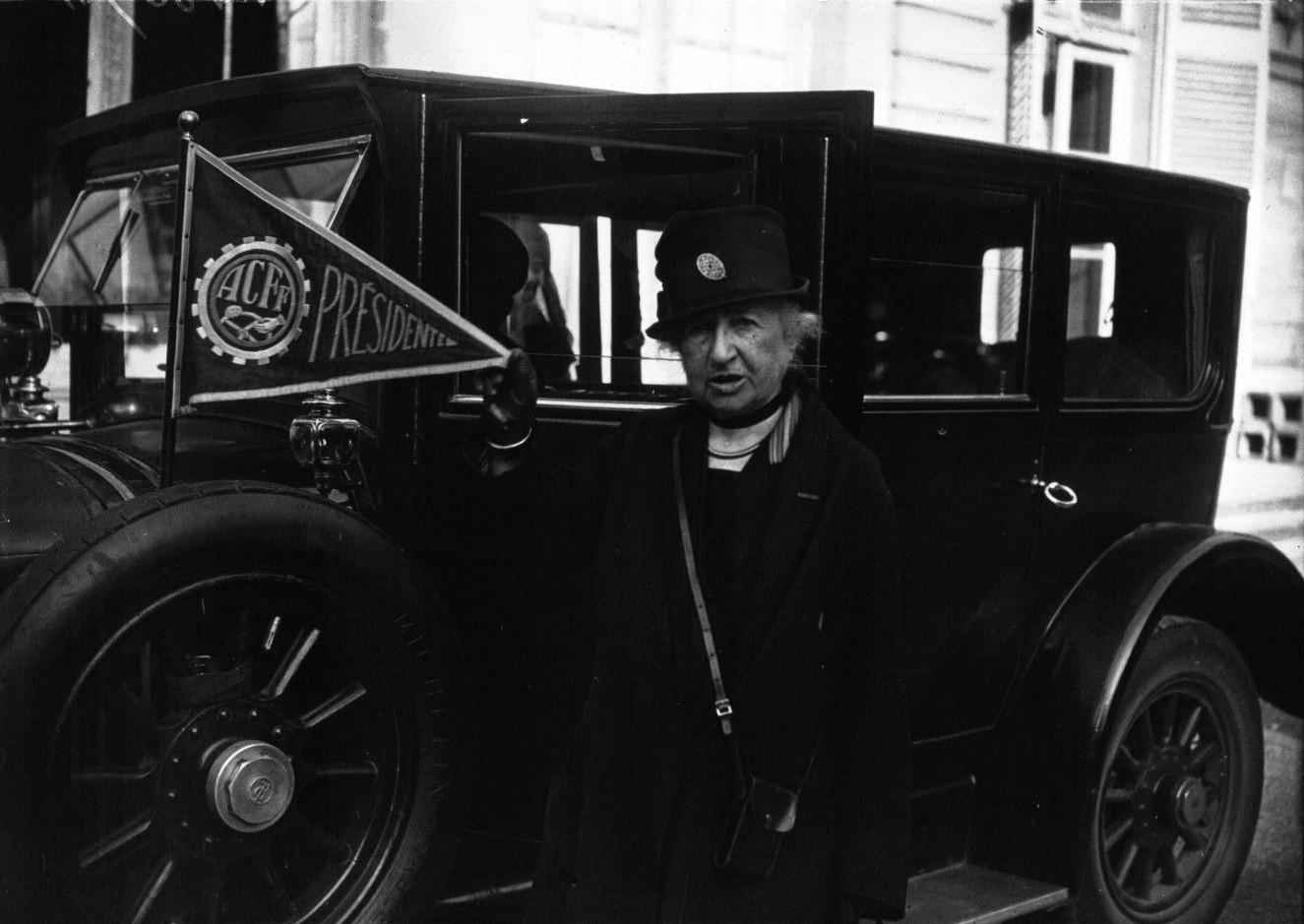
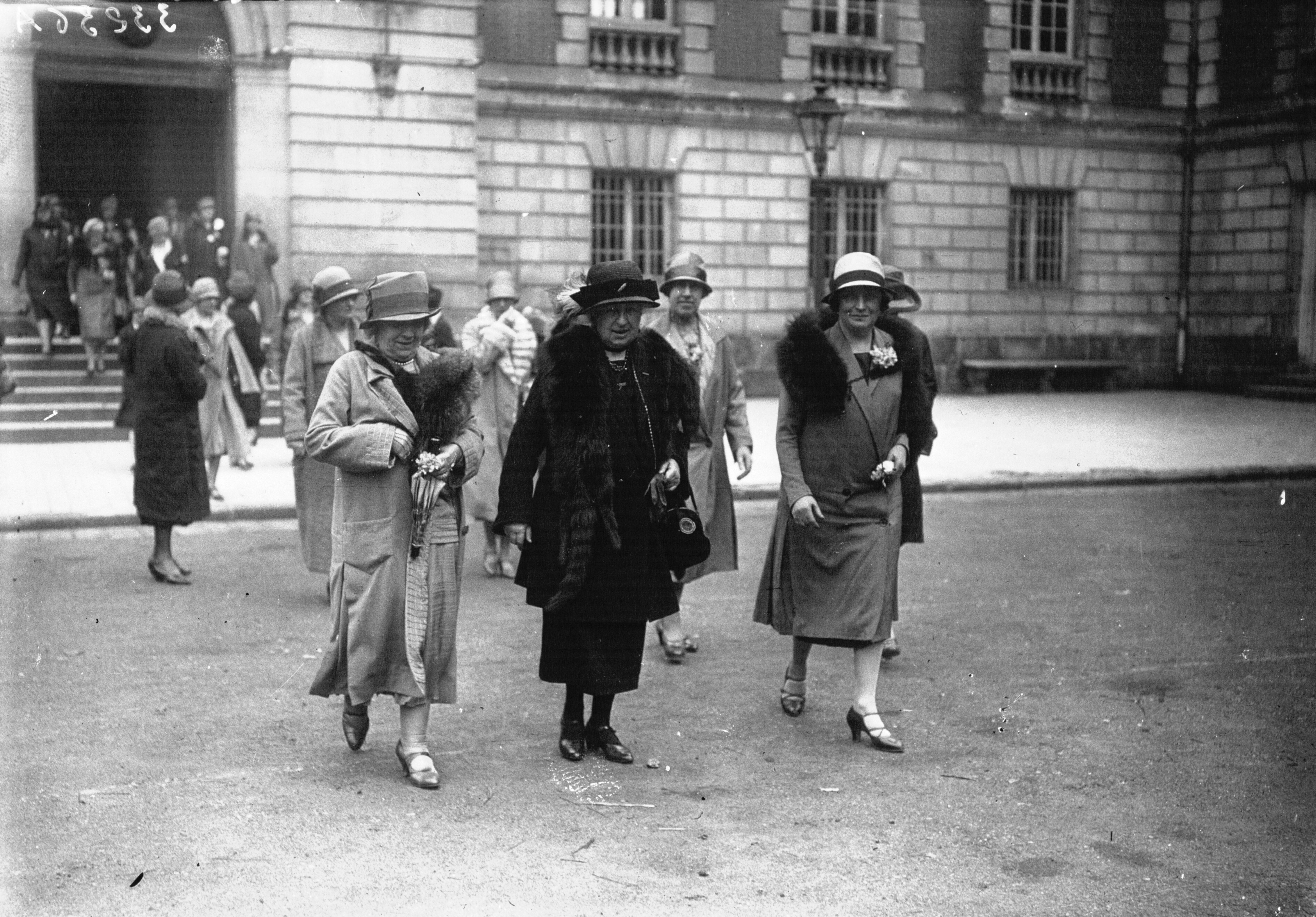
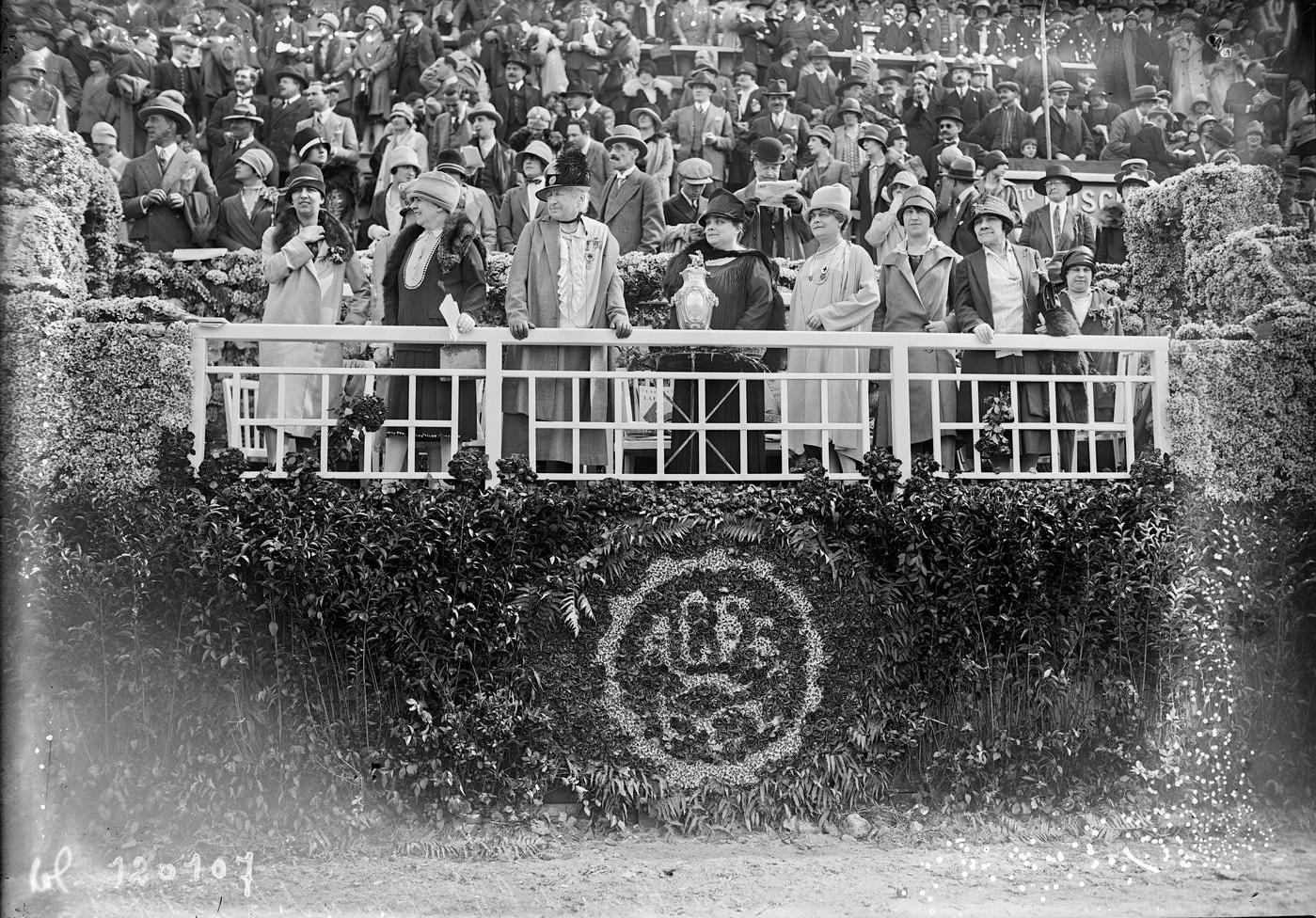
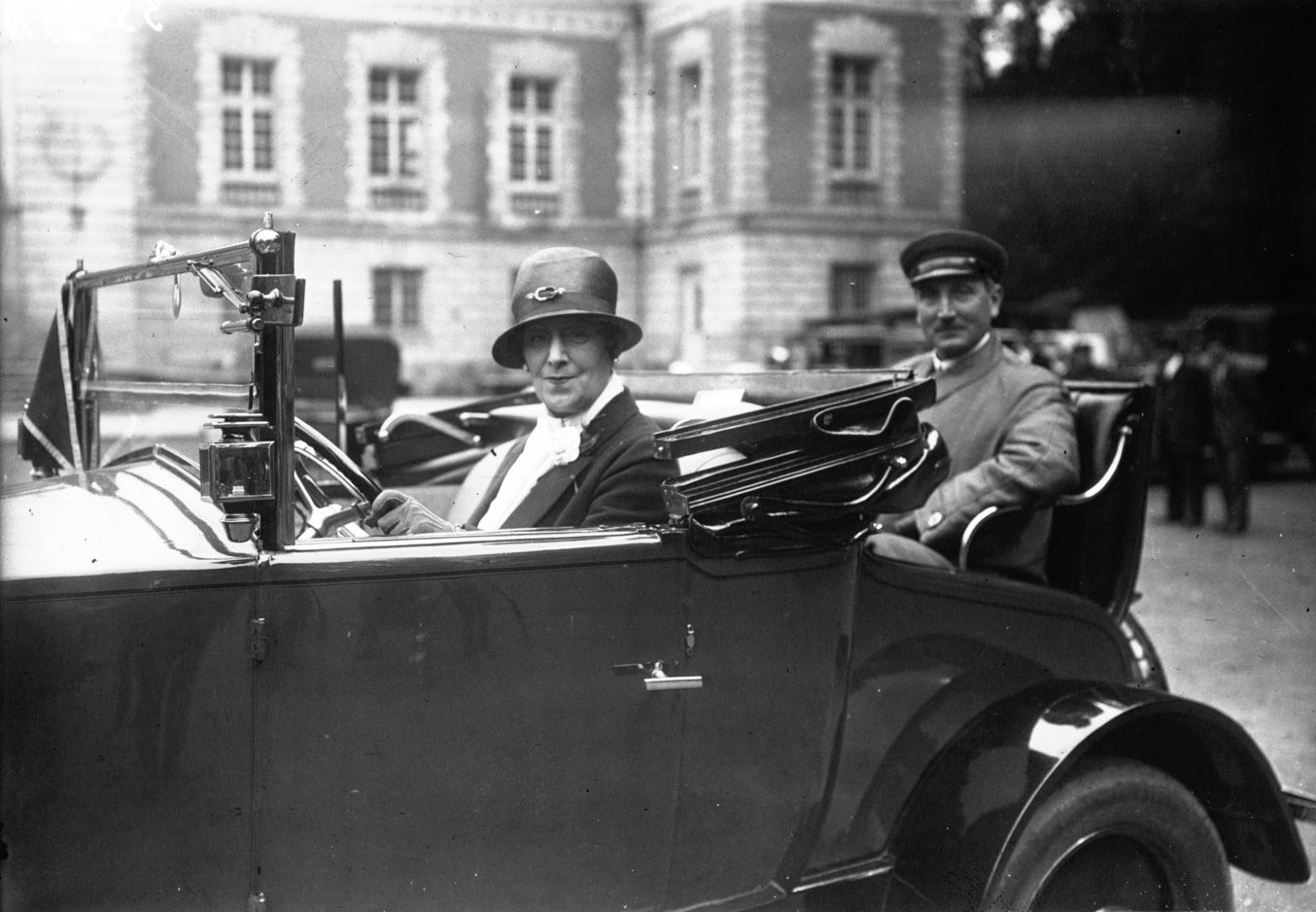

## Présidentes
- 1926 : Anne de Rochechouart de Mortemart
- 1933 : Élaine Greffulhe

## Sources
- Jean-François Bouzanquet, Fast Ladies: Female Racing Drivers 1888 to 1970, Veloce Publishing Ltd, 2009
- Pierre Arnaud, Histoire du sport féminin: Sport masculin, L'Harmattan, 1996
- Jacques Rousseau, Michel Iatca, Histoire mondiale de l'automobile, Hachette, 1958

## Annexe